# Pseudostenophylax takaoensis
Pseudostenophylax takaoensis är en nattsländeart som beskrevs av Schmid 1991. Pseudostenophylax takaoensis ingår i släktet Pseudostenophylax och familjen husmasknattsländor. Inga underarter finns listade i Catalogue of Life.